# Atlides atys
Atlides atys is een vlinder uit de familie van de Lycaenidae. De wetenschappelijke naam van de soort werd als Papilio atys in 1779 gepubliceerd door Pieter Cramer.

## Synoniemen
- Atlides scamander Hübner, 1819